# Powstanie w Lyonie w 1793
Powstanie w Lyonie w 1793 – powstanie wymierzone przeciwko rewolucji francuskiej i rządom jakobinów, trwające od czerwca do listopada 1793.

## Geneza
Już przed rewolucją miasto Lyon poważnie ucierpiało z powodu kryzysu gospodarczego kraju, który szczególnie dotknął istniejące w nim manufaktury i małe zakłady pracy. Relacje z lat 1788–1790 mówiły o około 20 tys. robotników (razem z rodzinami), którzy żyli w zupełnej nędzy lub mogli przetrwać jedynie dzięki pomocy państwowej. W latach 1789 i 1790 w mieście dochodziło do zamieszek związanych z tą trudną sytuacją. Szczególne oburzenie budził system podatkowy, który zdaniem większości mieszkańców uderzał jedynie w biedaków, faworyzując niewielu wielkich posiadaczy z Lyonu. Robotnicy bardzo liczyli na to, że Stany Generalne, a następnie Konstytuanta, zajmą się tym problemem. Istniejące obciążenia fiskalne zachował jednak zarówno parlament centralny, jak i nowa rada miejska. Nic nie zmieniało się również w zakresie położenia najbiedniejszych.
W związku z panującym w mieście niezadowoleniem do 1790 powstały 32 kluby polityczne i silny ruch sankiulocki, wyraźnie czerpiący inspiracje ze swojego paryskiego odpowiednika oraz z działalności jakobinów (przy którym zostały one zresztą w późniejszym etapie afiliowane). Pierwszoplanowymi postaciami opozycji liońskiej byli najpierw Jean Marie Roland, a następnie radykalniejszy od niego Marie Joseph Chalier. Równocześnie jednak władza lokalna pozostawała w rękach rojalistów-konstytucjonalistów.

## Niepokoje społeczne 1792–1793

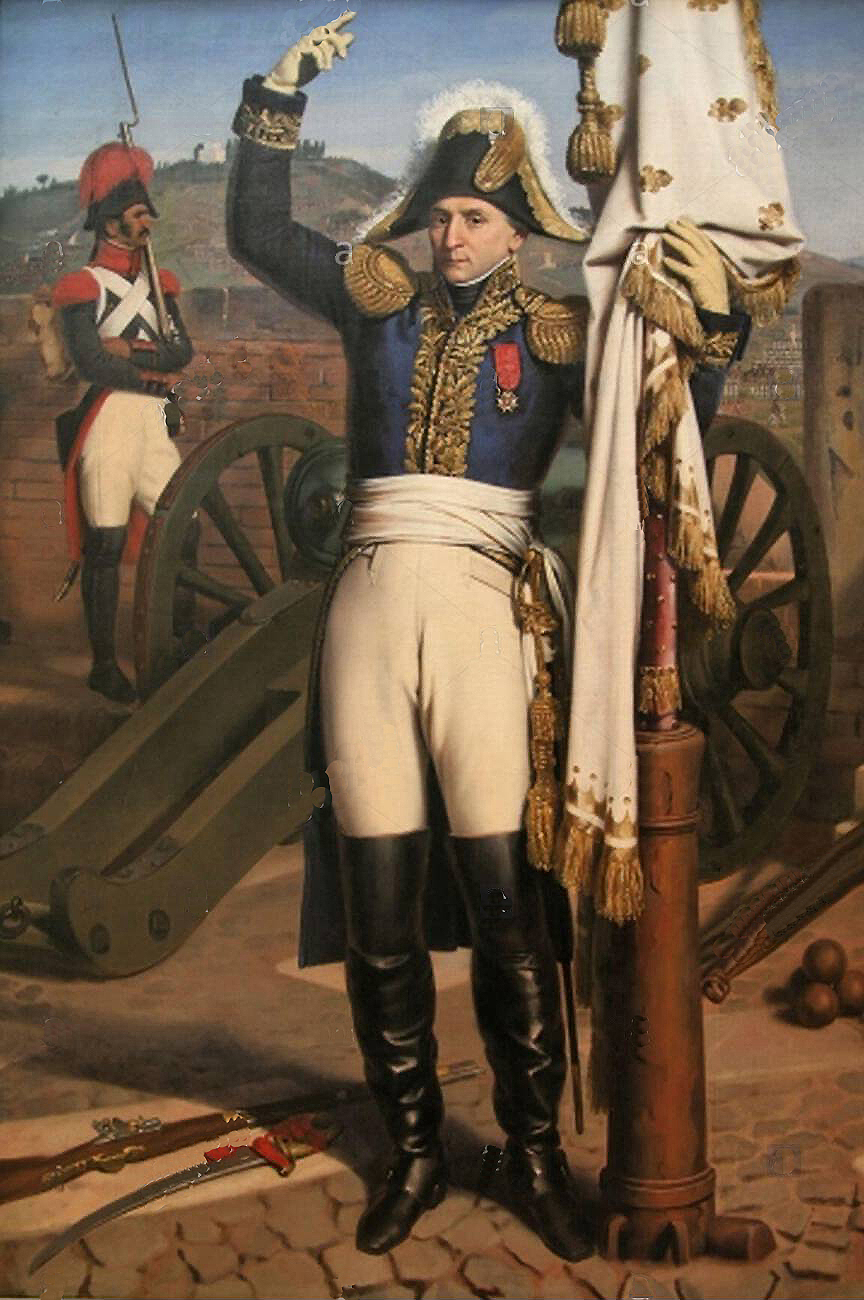
Louis François Perrin de Précy, przywódca liońskich rojalistów

Przejście ochotników z Marsylii przez miasto, a następnie wydarzenia 10 sierpnia 1792 poważnie zradykalizowały sytuację w Lyonie. W mieście doszło do rozruchów zbliżonych formą do masakr wrześniowych w Paryżu. W listopadzie 1792 nowym merem miasta został żyrondysta Antoine Nivière-Chol, zaś dotychczasowy mer Vitet został członkiem Konwentu. Zdołał on uzyskać od zgromadzenia trzymilionową pomoc publiczną dla najbiedniejszych mieszkańców oraz drobnych posiadaczy, którzy zbankrutowali z powodu kryzysu. Fakt ten zaniepokoił większych właścicieli manufaktur oraz rojalistów, którzy zdołali przekonać mera do wystąpienia przeciwko radykalnym klubom w mieście, kiedy te 6 lutego 1793 zażądały utworzenia liońskiego Trybunału Rewolucyjnego. W rezultacie w mieście wybuchły spontaniczne ludowe protesty. Mer został obalony, jednak nowe wybory ponownie dały mu zwycięstwo. Porażka wyborcza zintensyfikowała aktywność zwolenników radykalnego Chaliera, co zdołało doprowadzić do kolejnych przedterminowych wyborów mera. Zwyciężył w nich umiarkowany żyrondysta Gilibert, który pokonał przyjaciela Chaliera Antoine’a Bertranda. Sytuację w mieście radykalnie zmieniła jednak zdrada związanego z żyrondystami generała Dumourieza. 9 marca po kolejnym ludowym wystąpieniu Bertrand został nowym merem.

## Działalność Chaliera
W marcu i kwietniu 1793 zwolennicy Chaliera podjęli walkę z brakiem żywności w mieście poprzez stworzenie publicznej piekarni miejskiej, podnieśli podatki nałożone na najbogatszych i powołali do życia lioński komitet ocalenia publicznego. Zainspirowani rozwiązaniami przyjętymi w Paryżu, wprowadzili w życie także dekret o cenach maksymalnych, zakazie spekulacji zbożem, permanencję obrad sekcji, zmienili gwardię narodową w armię rewolucyjną, z którą miały współpracować obywatelskie komitety bezpieczeństwa. Wymuszono również 6 mln kontrybucji od najbogatszych mieszkańców miasta, które miały sfinansować ten ostatni projekt.  
Te ostatnie działania wywołały gwałtowną reakcję miejscowych rojalistów oraz żyrondystów. W Konwencie Narodowym ci ostatni zdołali wymóc dekret o ograniczeniu samodzielności samorządów lokalnych w tworzeniu własnych rewolucyjnych instytucji, co wyraźnie uderzało w działalność Chaliera w Lyonie. Do miasta zostali również wysłani komisarze parlamentu. Taka decyzja Konwentu skłoniła sekcje (oprócz pięciu) do wystąpienia przeciw Chalierowi. Obalenie jego zwolenników nie było trudne wobec praktycznego braku oporu. Władzę na nowo przejęli rojaliści razem z żyrondystami, a Lyon przyłączył się do powstania federalistów. Mimo kontrowersji, jakie wzbudziło to u części robotników (większość mieszkańców) ostatecznie rojalistom udało się przekonać ich do wystąpienia przeciwko Konwentowi. Na czele szybko sformowanych sił zbrojnych stanął hrabia Louis François Perrin de Précy, na co Konwent odpowiedział wysłaniem do miasta komisarza Roberta Lindeta. Buntownicy nie chcieli jednak z nim rozmawiać, zamiast tego wezwali wszystkich Francuzów do wsparcia powstania federalistów. 12 i 14 lipca 1793 Konwent nakazał zbrojną rozprawę z rojalistami, którzy w tym czasie praktycznie opanowali miasto. Doprowadzili do końca proces Chaliera, który został zgilotynowany; podobny los spotkał innych radykalnych przywódców. Spadło również znaczenie żyrondystów.

## Oblężenie Lyonu i represje

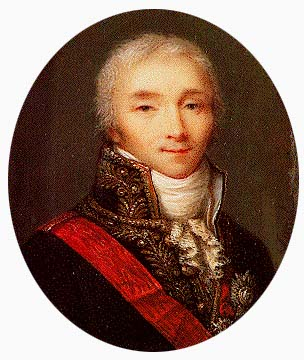
Joseph Fouché

Lyon został otoczony i zdobyty przez Armię Alp, którą dowodził Kellermann. Armia ta przerwała w sierpniu ofensywę w Sabaudii, a po zbombardowaniu Lyonu uzyskała w październiku poddanie się. De Precy razem z częścią rojalistów uciekł z miasta i ukrył się w Szwajcarii. Reprezentujący Konwent Georges Couthon początkowo nie chciał przeprowadzać w mieście zbyt ostrych represji, ograniczył się do symbolicznego zburzenia kilku domów oraz murów miejskich. Jednak Bertrand Barère de Vieuzac doprowadził do przegłosowania dekretu o przykładnym ukaraniu buntowników: miasto miało być wymazane z map, całkowicie zburzone, a w jego ruinach wzniesiona kolumna z napisem „Lyon wypowiedział wojnę wolności, Lyonu już nie ma” (Lyon fit la guerre à la liberté ; Lyon n'est plus). Ostatecznie akcja burzenia miasta została jedynie rozpoczęta. O wiele surowsze był represje wobec uczestników buntu. Couthona, uznanego za zbyt łagodnego, zastąpili Jean-Marie Collot d’Herbois oraz Joseph Fouché. Powołali oni Komisję Wojskową, która miała sądzić schwytanych z bronią w ręku, Komisję Sprawiedliwości Ludowej, przed którą mieli stanąć pozostali buntownicy. Pierwsza z nich skazała na śmierć 106 osób, druga – 79. Niezadowoleni z tak niewielkich rozmiarów represji komisarze Konwentu powołali nowe ciało – Nadzwyczajną Komisję Rewolucyjną, która skazała dalsze 1600 osób na śmierć. Wyroki zostały wykonane poprzez oddanie strzałów z trzech dział w kierunku związanych grup skazańców. Okrucieństwo komisarzy oraz fakt, że wśród skazanych przez Nadzwyczajną Komisję znalazło się wiele osób zupełnie przypadkowych, doprowadził do odwołania obydwu w grudniu 1793. Maksymilian Robespierre, który po wydarzeniach liońskich zerwał przyjaźń z Collotem, planował ich osądzenie, jednak uniemożliwił mu to przewrót 9 thermidora, w który w obawie przed karą zaangażowali się i Collot, i Fouché.

## Upamiętnienie ofiar
Na miejscu egzekucji z listopada 1793 na równinie Brotteaux pod Lyonem znajduje się dziś kaplica. Upamiętnieniem historii rewolucyjnego Lyonu zajmują się powstałe w 1989 stowarzyszenia Lyon 89 i Lyon 93.